# ژوزف مایر

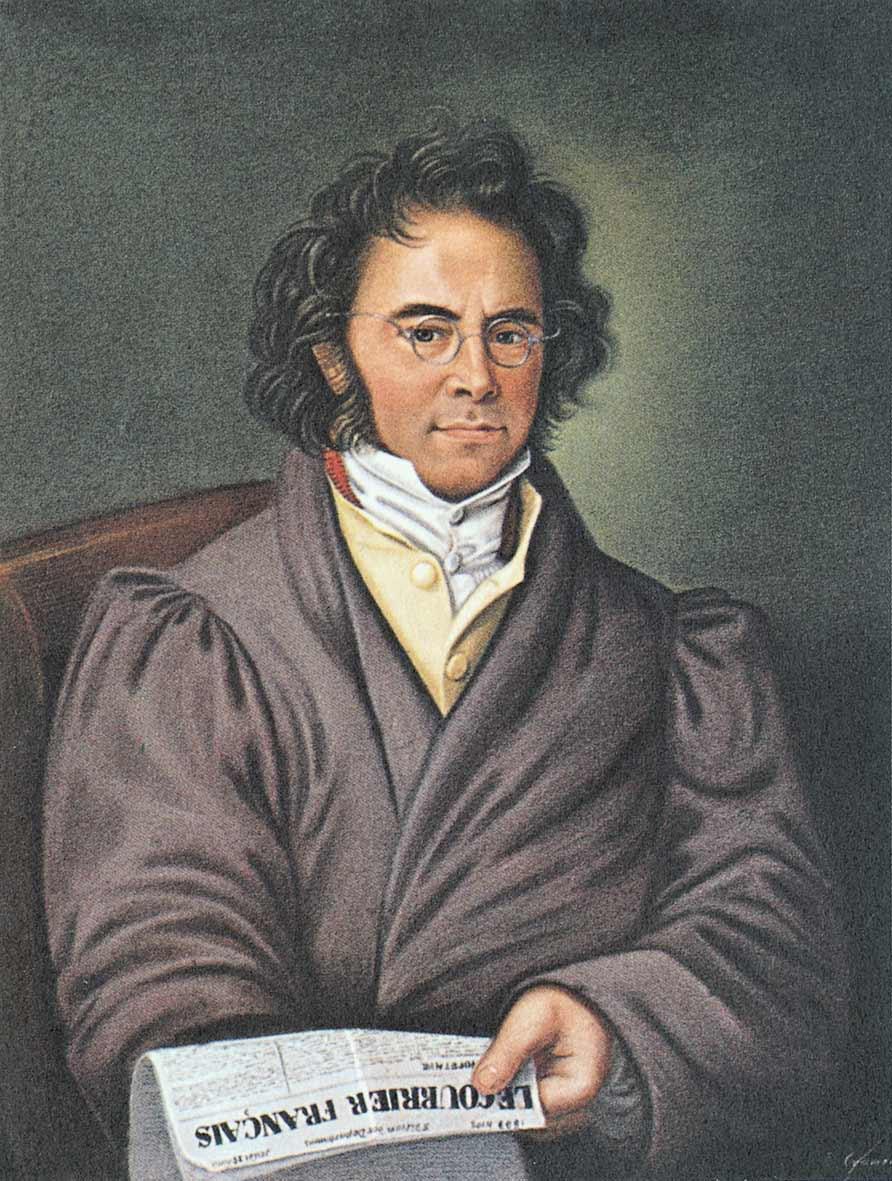
ژوزف مایر

ژوزف مایر (۹مه۱۷۹۶–۲۷ژوئن ۱۸۵۶) یک صنعتگر و ناشر آلمانی بود که به خاطر فرهنگ‌نامه مایر مشهور شد.

## زندگی‌نامه
مایر در شهر گوتا در آلمان متولد شد و درحالی که یک بازرگان بود در فرانکفورت به تحصیل پرداخت. در سال ۱۸۱۶ برای تجارت به لندن رفت اما پس از روبرو شدن با یک شکست تجاری به آلمان برگشت و تصمیم گرفت در صنایعی چون نساجی و استخراج آهن سرمایه‌گذاری کند. بعد از موفقیت‌های مالی، وی در سال ۱۸۴۵ شرکت راه‌آهن آلمان را تأسیس نمود. بدین ترتیب پس از تأسیس بیبلوگرافیشن اینستیتوت که یک مؤسسه انتشاراتی بود، وی توانست چند عنوان کتاب از جمله مجموعه دانشنامه‌های مرجع مایر منتشر کند.